# José Cevallos
José Francisco Cevallos Villavicencio (Ancón, 17 april 1971) is een voormalig profvoetballer uit Ecuador, die onder meer bij LDU Quito onder contract stond als doelman. Hij staat bekend onder zijn bijnaam Las Manos del Ecuador, wat staat voor De Handen van Ecuador. Zijn oudere broer Álex was eveneens actief als doelman in het Ecuadoraanse profvoetbal. Zijn zoon José Francisco Cevallos (1995) trad in zijn voetsporen en is ook profvoetballer.
Sinds 24 mei 2011 is Cevallos minister van sportzaken van Ecuador.

## Clubcarrière
Cevallos begon zijn carrière in 1989 bij Molinera in Ecuador. Daarna speelde hij voor achtereenvolgens Barcelona SC (1990-2004), het Colombiaanse Once Caldas (2005), opnieuw Barcelona SC (2005-2006), Deportivo Azogues (2007) en LDU Quito (sinds 2008). Cevallos won drie nationale titels (1991, 1995, 1997) met Barcelona SC. Als keeper van LDU Quito speelde hij een hoofdrol bij de winst van de Copa Libertadores 2008, omdat hij in de finale tegen Fluminense FC drie strafschoppen stopte in de beslissende penalty shoot-out. In datzelfde jaar werd hij uitgeroepen tot Zuid-Amerika's Beste Doelman door de in Montevideo gevestigde krant El País. Cevallos speelde namens LDU Quito mee in de finale van het WK voor clubteams in 2008, toen de ploeg uit Ecuador met 1-0 verloor van het Engelse Manchester United.

## Interlandcarrière
Cevallos speelde in totaal 86 interlands voor Ecuador. Hij maakte zijn debuut op 21 september 1994 in de vriendschappelijke wedstrijd in Machala tegen buurland Peru (0-0), net als middenvelder Wellington Sánchez. Hij verdrong Jacinto Espinoza uit de basisploeg. Cevallos speelde in vier opeenvolgende Copa América's voor zijn vaderland: 1995, 1997, 1999 en 2001. Bovendien maakte hij deel uit van de nationale selectie die deelnam aan de WK-eindronde van 2002 in Japan en Zuid-Korea. Zijn voornaamste concurrenten bij de nationale ploeg waren Oswaldo Ibarra, Jacinto Espinoza en Carlos Luis Morales.
| Interlands van José Cevallos voor Ecuador | Interlands van José Cevallos voor Ecuador | Interlands van José Cevallos voor Ecuador | Interlands van José Cevallos voor Ecuador | Interlands van José Cevallos voor Ecuador | Interlands van José Cevallos voor Ecuador |
| №                                         | Datum                                     | Wedstrijd                                 | Uitslag                                   | Competitie                                | Goals                                     |
| Als speler van Barcelona Sporting Club    | Als speler van Barcelona Sporting Club    | Als speler van Barcelona Sporting Club    | Als speler van Barcelona Sporting Club    | Als speler van Barcelona Sporting Club    | Als speler van Barcelona Sporting Club    |
| ----------------------------------------- | ----------------------------------------- | ----------------------------------------- | ----------------------------------------- | ----------------------------------------- | ----------------------------------------- |
| 1                                         | 21 september 1994                         | Ecuador – Peru                            | 0 – 0                                     | Oefeninterland                            |                                           |
| 2                                         | 24 mei 1995                               | Schotland – Ecuador                       | 2 – 1                                     | Kirin Cup                                 |                                           |
| 3                                         | 28 mei 1995                               | Japan – Ecuador                           | 3 – 0                                     | Kirin Cup                                 |                                           |
| 4                                         | 4 juni 1995                               | Ecuador – Zambia                          | 4 – 1                                     | Korea Cup                                 |                                           |
| 5                                         | 10 juni 1995                              | Ecuador – Costa Rica                      | 2 – 1                                     | Oefeninterland                            |                                           |
| 6                                         | 12 juni 1995                              | Ecuador – Zambia                          | 1 – 0                                     | Korea Cup                                 |                                           |
| 7                                         | 3 juli 1995                               | Paraguay – Ecuador                        | 1 – 0                                     | Oefeninterland                            |                                           |
| 8                                         | 2 februari 1996                           | Venezuela – Ecuador                       | 0 – 1                                     | Oefeninterland                            |                                           |
| 9                                         | 11 februari 1996                          | Libanon – Ecuador                         | 1 – 0                                     | Oefeninterland                            |                                           |
| 10                                        | 23 februari 1996                          | Koeweit – Ecuador                         | 0 – 3                                     | Oefeninterland                            |                                           |
| 11                                        | 25 februari 1996                          | Qatar – Ecuador                           | 1 – 2                                     | Oefeninterland                            |                                           |
| 12                                        | 16 augustus 1996                          | Ecuador – Costa Rica                      | 1 – 1                                     | Oefeninterland                            |                                           |
| 13                                        | 4 oktober 1996                            | Ecuador – Jamaica                         | 2 – 1                                     | Oefeninterland                            |                                           |
| 14                                        | 11 juni 1997                              | Ecuador – Argentinië                      | 0 – 0                                     | Copa América                              |                                           |
| 15                                        | 14 juni 1997                              | Paraguay – Ecuador                        | 0 – 2                                     | Copa América                              |                                           |
| 16                                        | 20 juli 1997                              | Colombia – Ecuador                        | 1 – 0                                     | WK-kwalificatie                           |                                           |
| 17                                        | 7 augustus 1997                           | Verenigde Staten – Ecuador                | 0 – 1                                     | Oefeninterland                            |                                           |
| 18                                        | 20 augustus 1997                          | Ecuador – Paraguay                        | 2 – 1                                     | WK-kwalificatie                           |                                           |
| 19                                        | 10 september 1997                         | Brazilië – Ecuador                        | 4 – 2                                     | Oefeninterland                            |                                           |
| 20                                        | 12 oktober 1997                           | Ecuador – Bolivia                         | 1 – 0                                     | WK-kwalificatie                           |                                           |
| 21                                        | 16 november 1997                          | Uruguay – Ecuador                         | 5 – 3                                     | WK-kwalificatie                           |                                           |
| 22                                        | 28 januari 1999                           | Costa Rica – Ecuador                      | 0 – 0                                     | Oefeninterland                            |                                           |
| 23                                        | 3 februari 1999                           | Guatemala – Ecuador                       | 0 – 0                                     | Oefeninterland                            |                                           |
| 24                                        | 10 februari 1999                          | Peru – Ecuador                            | 1 – 2                                     | Oefeninterland                            |                                           |
| 25                                        | 18 februari 1999                          | Ecuador – Peru                            | 1 – 2                                     | Oefeninterland                            |                                           |
| 26                                        | 14 april 1999                             | Mexico – Ecuador                          | 0 – 0                                     | Oefeninterland                            |                                           |
| 27                                        | 19 mei 1999                               | Venezuela – Ecuador                       | 2 – 0                                     | Oefeninterland                            |                                           |
| 28                                        | 4 juni 1999                               | Ecuador – Guatemala                       | 3 – 1                                     | Canada Cup                                |                                           |
| 29                                        | 6 juni 1999                               | Canada – Ecuador                          | 1 – 2                                     | Canada Cup                                |                                           |
| 30                                        | 15 juni 1999                              | Venezuela – Ecuador                       | 3 – 2                                     | Oefeninterland                            |                                           |
| 31                                        | 23 juni 1999                              | Chili – Ecuador                           | 0 – 0                                     | Oefeninterland                            |                                           |
| 32                                        | 1 juli 1999                               | Argentinië – Ecuador                      | 3 – 1                                     | Copa América                              |                                           |
| 33                                        | 4 juli 1999                               | Uruguay – Ecuador                         | 2 – 1                                     | Copa América                              |                                           |
| 34                                        | 7 juli 1999                               | Colombia – Ecuador                        | 2 – 1                                     | Copa América                              |                                           |
| 35                                        | 12 oktober 1999                           | Uruguay – Ecuador                         | 0 – 0                                     | Oefeninterland                            |                                           |
| 36                                        | 8 maart 2000                              | Ecuador – Honduras                        | 1 – 3                                     | Oefeninterland                            |                                           |
| 37                                        | 29 maart 2000                             | Ecuador – Venezuela                       | 2 – 0                                     | WK-kwalificatie                           |                                           |
| 38                                        | 26 april 2000                             | Brazilië – Ecuador                        | 3 – 2                                     | WK-kwalificatie                           |                                           |
| 39                                        | 3 juni 2000                               | Paraguay – Ecuador                        | 3 – 1                                     | WK-kwalificatie                           |                                           |
| 40                                        | 25 juni 2000                              | Ecuador – Panama                          | 5 – 0                                     | Oefeninterland                            |                                           |
| 41                                        | 29 juni 2000                              | Ecuador – Peru                            | 2 – 1                                     | WK-kwalificatie                           |                                           |
| 42                                        | 19 juli 2000                              | Argentinië – Ecuador                      | 2 – 0                                     | WK-kwalificatie                           |                                           |
| 43                                        | 25 juli 2000                              | Ecuador – Colombia                        | 0 – 0                                     | WK-kwalificatie                           |                                           |
| 44                                        | 3 september 2000                          | Uruguay – Ecuador                         | 4 – 0                                     | WK-kwalificatie                           |                                           |
| 45                                        | 20 september 2000                         | Mexico – Ecuador                          | 2 – 0                                     | Oefeninterland                            |                                           |
| 46                                        | 8 oktober 2000                            | Ecuador – Chili                           | 1 – 0                                     | WK-kwalificatie                           |                                           |
| 47                                        | 15 november 2000                          | Venezuela – Ecuador                       | 1 – 2                                     | WK-kwalificatie                           |                                           |
| 48                                        | 28 maart 2001                             | Ecuador – Brazilië                        | 1 – 0                                     | WK-kwalificatie                           |                                           |
| 49                                        | 24 april 2001                             | Ecuador – Paraguay                        | 2 – 1                                     | WK-kwalificatie                           |                                           |
| 50                                        | 2 juni 2001                               | Peru – Ecuador                            | 1 – 2                                     | WK-kwalificatie                           |                                           |
| 51                                        | 7 juli 2001                               | Honduras – Ecuador                        | 1 – 0                                     | Oefeninterland                            |                                           |
| 52                                        | 14 juli 2001                              | Colombia – Ecuador                        | 1 – 0                                     | Copa América                              |                                           |
| 53                                        | 5 september 2001                          | Colombia – Ecuador                        | 0 – 0                                     | WK-kwalificatie                           |                                           |
| 54                                        | 6 oktober 2001                            | Bolivia – Ecuador                         | 1 – 5                                     | WK-kwalificatie                           |                                           |
| 55                                        | 7 november 2001                           | Ecuador – Uruguay                         | 1 – 1                                     | WK-kwalificatie                           |                                           |
| 56                                        | 14 november 2001                          | Chili – Ecuador                           | 0 – 0                                     | WK-kwalificatie                           |                                           |
| 57                                        | 12 januari 2002                           | Ecuador – Guatemala                       | 1 – 0                                     | Oefeninterland                            |                                           |
| 58                                        | 20 januari 2002                           | Ecuador – Haïti                           | 0 – 2                                     | CONCACAF Gold Cup                         |                                           |
| 59                                        | 22 januari 2002                           | Canada – Ecuador                          | 0 – 2                                     | CONCACAF Gold Cup                         |                                           |
| 60                                        | 12 februari 2002                          | Turkije – Ecuador                         | 0 – 1                                     | Oefeninterland                            |                                           |
| 61                                        | 10 maart 2002                             | Verenigde Staten – Ecuador                | 1 – 0                                     | Oefeninterland                            |                                           |
| 62                                        | 27 maart 2002                             | Ecuador – Bulgarije                       | 3 – 0                                     | Oefeninterland                            |                                           |
| 63                                        | 8 mei 2002                                | Ecuador – Joegoslavië                     | 1 – 0                                     | Oefeninterland                            |                                           |
| 64                                        | 23 mei 2002                               | Ecuador – Senegal                         | 0 – 1                                     | Oefeninterland                            |                                           |
| 65                                        | 3 juni 2002                               | Italië – Ecuador                          | 2 – 0                                     | WK-eindronde                              |                                           |
| 66                                        | 9 juni 2002                               | Mexico – Ecuador                          | 2 – 1                                     | WK-eindronde                              |                                           |
| 67                                        | 13 juni 2002                              | Ecuador – Kroatië                         | 1 – 0                                     | WK-eindronde                              |                                           |
| 68                                        | 9 februari 2003                           | Ecuador – Estland                         | 1 – 0                                     | Oefeninterland                            |                                           |
| 69                                        | 12 februari 2003                          | Ecuador – Estland                         | 2 – 1                                     | Oefeninterland                            |                                           |
| 70                                        | 30 april 2003                             | Spanje – Ecuador                          | 4 – 0                                     | Oefeninterland                            |                                           |
| 71                                        | 21 augustus 2003                          | Ecuador – Guatemala                       | 2 – 0                                     | Oefeninterland                            |                                           |
| 72                                        | 6 september 2003                          | Ecuador – Venezuela                       | 2 – 0                                     | WK-kwalificatie                           |                                           |
| 73                                        | 10 september 2003                         | Brazilië – Ecuador                        | 1 – 0                                     | WK-kwalificatie                           |                                           |
| 74                                        | 15 november 2003                          | Paraguay – Ecuador                        | 2 – 1                                     | WK-kwalificatie                           |                                           |
| 75                                        | 18 november 2003                          | Ecuador – Peru                            | 0 – 0                                     | WK-kwalificatie                           |                                           |
| 76                                        | 30 maart 2004                             | Argentinië – Ecuador                      | 1 – 0                                     | WK-kwalificatie                           |                                           |
| 77                                        | 20 oktober 2004                           | Jordanië – Ecuador                        | 3 – 0                                     | Oefeninterland                            |                                           |
| 78                                        | 9 februari 2005                           | Chili – Ecuador                           | 3 – 0                                     | Oefeninterland                            |                                           |
| Als speler van LDU Quito                  |                                           |                                           |                                           |                                           |                                           |
| 79                                        | 15 juni 2008                              | Argentinië – Ecuador                      | 1 – 1                                     | WK-kwalificatie                           |                                           |
| 80                                        | 18 juni 2008                              | Ecuador – Colombia                        | 0 – 0                                     | WK-kwalificatie                           |                                           |
| 81                                        | 20 augustus 2008                          | Colombia – Ecuador                        | 0 – 1                                     | Oefeninterland                            |                                           |
| 82                                        | 6 september 2008                          | Ecuador – Bolivia                         | 3 – 1                                     | WK-kwalificatie                           |                                           |
| 83                                        | 10 september 2008                         | Uruguay – Ecuador                         | 0 – 0                                     | WK-kwalificatie                           |                                           |
| 84                                        | 15 oktober 2008                           | Venezuela – Ecuador                       | 3 – 1                                     | WK-kwalificatie                           |                                           |
| 85                                        | 29 maart 2009                             | Ecuador – Brazilië                        | 1 – 1                                     | WK-kwalificatie                           |                                           |
| 86                                        | 1 april 2009                              | Ecuador – Paraguay                        | 1 – 1                                     | WK-kwalificatie                           |                                           |

## Erelijst
Barcelona SC
- Campeonato Ecuatoriano

1991, 1995, 1997
 LDU Quito
- Campeonato Ecuatoriano

2010
- Copa Libertadores

2008
- Copa Sudamericana

2009